# Donbassaero
Donbassaero О.О.О. (in ucraino ДонбасАеро?) è stata una compagnia aerea ucraina con hub principale e base presso l'aeroporto di Donec'k ed altri hub presso gli aeroporti di Leopoli e Odessa. Effettuava prevalentemente voli di linea nazionali, internazionali e charter e faceva parte del Gruppo d'aviazione ucraino, che comprendeva anche Aerosvit e Dniproavia.

## Storia
Una prima compagnia aerea fu fondata a Donec'k nel 1933, ma ci si riferisce ad un periodo complesso nella storia dell'URSS, cui sarebbero seguiti massacri di popolazioni inermi e sanguinose purghe politiche.
Nel 1998 fu fondata Donbas-Eastern Ukrainian Airlines che iniziò subito collegamenti di linea tra la capitale dell'oblast e alcune città dell'interno. La flotta era costituita da pochi biturbina Antonov 24 e trireattori Yakolev 42.
Il 1° ottobre 2003 la ragione sociale fu alterata in Donbassaero, a ribadire l'aderenza ad un territorio in cui si stavano già manifestando forti tendenze autonomistiche. Le ambizioni furono corroberate dall'inserimento in flotta di Airbus A320 e Airbus A321. Nel 2007 insieme ad AeroSvit diede vita al Gruppo d'Aviazione Ucraino, un'alleanza volta allo sviluppo di un monopolio nel traffico aereo civile ucraino. Tre anni dopo al gruppo si aggiunse DniproAvia.
Nel gennaio 2013 la società presentava istanza di fallimento presso la Corte finanziaria dell'oblast' di Donec'k, che circa un mese prima aveva decretato il fallimento anche di Aerosvit; secondo il portale donbass.ua la società aveva debiti per 360 milioni di grivnie. Successivamente il tribunale disponeva la liquidazione dell'azienda.

## Flotta
La flotta della Donbassaero a maggio 2011 includeva i seguenti aeromobili:
- 5 Airbus A320-200 (UR-DAA, UR-DAB, UR-DAC, UR-DAD, UR-DAE)[5]
- 1 Airbus A321 (UR-DAF)
- 8 Yakovlev Yak-42 (UR-42318, UR-42319, UR-42327, UR-42366, UR-42381, UR-42383, UR-42372, UR-42308)

## Accordi commerciali
- Aerosvit
- Kolavia